# Enhetsmatris
Inom linjär algebra är en enhetsmatris eller identitetsmatris av storleken n, den kvadratiska n×n-matris som har ettor längs huvuddiagonalen (från övre vänstra till nedre högra hörnet) och nollor överallt annars. Den betecknas En, eller bara E om storleken är betydelselös eller kan avgöras av sammanhanget. Även In respektive I används som beteckning.
{\displaystyle E_{1}={\begin{bmatrix}1\end{bmatrix}},\ E_{2}={\begin{bmatrix}1&0\\0&1\end{bmatrix}},\ E_{3}={\begin{bmatrix}1&0&0\\0&1&0\\0&0&1\end{bmatrix}},\ \cdots ,\ E_{n}={\begin{bmatrix}1&0&\cdots &0\\0&1&\cdots &0\\\vdots &\vdots &\ddots &\vdots \\0&0&\cdots &1\end{bmatrix}}}
En viktig egenskap för enhetsmatriser är att
{\displaystyle AE_{n}=A=E_{m}A\,}
för varje m×n-matris A. 
Enhetsmatrisen är också sin egen invers. Den i:te kolonnen i en enhetsmatris är enhetsvektorn ei. Enhetsvektorerna utgör också en bas för enhetsmatrisens enda egenrum, som svarar mot egenvärdet 1, som sålunda är det enda egenvärdet, med multiplicitet n. Med andra ord är samtliga nollskilda vektorer egenvektorer med egenvärdet 1. Av detta följer att identitetsmatrisens determinant är 1.
När n×n-matriser används för att beskriva linjära transformationer från ett n-dimensionellt vektorrum till sig självt, står En för identitetsfunktionen, oavsett vilka basvektorer som används.